# Ugly (canção de Sugababes)
"Ugly" é uma canção do girl group britânico Sugababes, lançado como segundo single do seu quarto álbum de estúdio, Taller in More Ways (2005). Escrito e produzido por Dallas Austin, a inspiração para a música foi conceituada no meio da leitura de comentários negativos sobre as integrantes da banda. A música lançada em 5 de dezembro de 2005 no Reino Unido como o segundo single do álbum. "Ugly" é uma balada pop e R&B midtempo, que contém letras sobre problemas de personalidade e imagem corporal. Recebeu comparações com "Unpretty" do trio feminino TLC e "Beautiful" de Christina Aguilera. Ugly é o último single lançado pela segunda formação das Sugababes, depois que a integrante original Mutya Buena saiu do grupo em dezembro de 2005.
"Ugly" obteve críticas positivas dos críticos de música, muitos dos quais elogiaram o conceito emocional e empolgante por trás dela. A música alcançou o número três no UK Singles Chart. Alcançou o sucesso comercial internacional, onde ficou entre os cinco primeiros na Dinamarca e na Nova Zelândia, e os dez maiores da República Checa, Finlândia, Hungria, Irlanda, Holanda e Noruega. O videoclipe acompanhante da música está ambientado em um armazém na cidade de Nova York, e mostra pessoas de diferentes idades e raças mostrando seus talentos. As Babes cantaram a música no V Festival em 2006 e 2008, e no Indig02 em Londres, todos os quais receberam críticas positivas da crítica. "Ugly" foi usado em escolas do País de Gales para promover a diversidade.

## Desenvolvimento e conceito
"Ugly" foi escrito e produzido por Dallas Austin, para o quarto álbum de estúdio das Sugababes, Taller in More Ways. Paul Sheehy, Doug Harms, Graham Marsh e Ian Rossiter foram o assistente e engenheiros de gravação da música. "Ugly" foi mixado por Jeremy Wheatley para 365 Artists no TwentyOne Studio, Londres. Tony Reyes forneceu o violão e guitarra para a faixa, enquanto os tambores e as chaves foram fornecidos por Austin. "Ugly" foi gravado no DARP Studios, em Atlanta & Home Recordings, em Londres.
Durante uma entrevista com Jess Cartner-Morley do The Guardian, os Sugababes revelaram que Austin escreveu a música depois de ler "o arquivo de estacas que ele enviou para a banda". Keisha Buchanan, uma das integrantes do grupo, argumentou sobre isso: "Todas as coisas desagradáveis que foram escritas sobre nós, nos chamando de Sugalumps, esse tipo de coisa". O título do álbum, Taller in More Ways, foi inspirado por uma faixa em "Ugly", que diz: "Eu cresci mais alto que eles de mais maneiras / Mas sempre haverá alguém que dirá / Algo ruim para fazê-los sentir-se bem".

## Composição e tema
"Ugly" é uma balada pop e R&B midtempo, que tem um comprimento de três minutos e cinquenta e três segundos. A música foi composta na nota de Dó maior usando tempo comum com um ritmo de 117 batimentos por minuto. O intervalo vocal das Sugababes na canção abrange a nota mais baixa de Sol menor para a nota mais alta de Mi menor. A instrumentação consiste em guitarra, baixo, bateria e teclado. Nick Southall da Stylus Magazine, notou que a música incorpora guitarras acústicas "impulsionadas por detalhes periféricos".
K. Ross Hoffman de Allmusic, descreveu "Ugly" como uma "balada imponente" com problemas amorosos e de imagens corporais. A música recebeu inúmeras comparações com "Unpretty" do trio feminino TLC, outra faixa composta por Austin. A integrante do grupo Heidi Range comparou as letras da música com "Beautiful", uma música interpretada pela artista de gravação americana Christina Aguilera. Harry Rubenstein de The Jerusalem Post, também observou que a música é uma reminiscência de "Unpretty" e "Beautiful". O conteúdo lírico faz referência a sentir-se feio por ter olhos e cabelos diferentes, além de ser menor do que outras pessoas.

## Lançamento e recepção

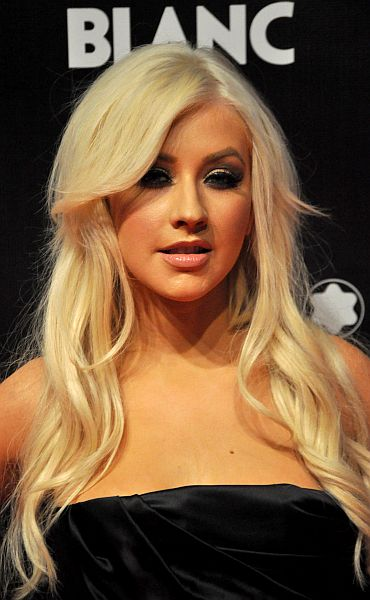
"Ugly" recebeu comparações com "Beautiful" de Christina Aguilera (foto).

"Ugly" foi lançado como CD single no Reino Unido em 5 de dezembro de 2005, contendo a edição de rádio da música e "Come Together". A versão extended play de "Ugly" foi lançada no mesmo dia e contém a versão do álbum da música, um lado B intitulado "Future Shokk!", Um remix disco Eagle Eagle, e uma mixagem vocal Suga Shaker. Em 9 de dezembro de 2005, "Ugly" foi lançado como CD single na Alemanha, que contém as mesmas faixas no lançamento do extended play, além do videoclipe da música.
"Ugly" obteve opiniões positivas em geral dos críticos de música. Phil Udell da Hot Press a considerou como uma "música pop graciosa e cativante com um coração humano". Peter Robinson, do The Observer, sentiu que a faixa era um dos destaques do álbum, afirmando que "atinge imediatamente os valores fundamentais das Sugababes", que segundo ele é "legal, mas tão inquebrávelmente radio-amigável que dificilmente seria fora de um lugar como o single de Natal deste ano". Talia Kraines da BBC, descreveu "Ugly" como uma "balada cheia da verdadeira atitude de Sugababes". K. Ross Hoffman, da AllMusic, considerou a faixa como um "mini-épico e inspirador apropriadamente lançado" e um escritor do The Daily Daily & Echo do Liverpool o caracterizou como um "hino poderoso". Nick Southall da Stylus Magazine, chamou-o de "pop-motivador de auto-ajuda muito superior" e "produzido amorosamente". No entanto, Ben Hogwood, da musicOMH, pensou que a música não era convincente, enquanto Alex Roginski, do Sydney Morning Herald, definiu a composição como "plana".

## Performance comercial
"Ugly" entrou no UK Singles Chart no número três em 11 de dezembro de 2005 - na semana que encerra em 17 de dezembro de 2005 - com vendas de 21.107, tornando-se o segundo single consecutivo das Sugababes. A música passou quatro semanas no top dez e 15 semanas do gráfico no gráfico em geral. "Ugly" vendeu 170 mil cópias no Reino Unido e classifica-se como o sétimo single do best-seller do grupo no país. "Ugly" estreou e alcançou o número sete no Irish Singles Chart, tornando-se o segundo segundo consecutivo de Sugababes na Irlanda. A música atingiu o número quatro na Dinamarca, tornando-se o quarto top cinco dos Sugababes no país. "Ugly" também alcançou o número sete na Hungria e na Holanda, dando as Sugababes seu segundo segundo consecutivo em ambos os países.
"Ugly" também se tornou um sucesso comercial em muitos outros países europeus. O número oito na República Checa e a Finlândia e o número nove na Noruega. Na Bélgica, a música atingiu os números oito e 13 nas paradas Ultratip da Valônia e Ultratop de Flanders, respectivamente. "Ugly" alcançou as primeiras vinte posições na Áustria, Suécia e Suíça; traçou no número 26 na Alemanha e no número 68 na Eslováquia. "Ugly" também alcançou sucesso fora da Europa. Na Nova Zelândia, ele entrou no gráfico no número sete e chegou ao número cinco duas semanas depois, tornando-se o segundo segundo consecutivo das Sugababes no país Permaneceu no gráfico por 16 semanas. Na Austrália, "Ugly" estreou no número 16 e alcançou o número 13 em sua quarta semana no gráfico, tornando-se seu segundo melhor desempenho no país.

## Videoclipe
O videoclipe de acompanhamento de "Ugly" foi dirigido por Toby Tremlett e filmado em 1 de novembro de 2005. Está ambientado em um armazém na cidade de Nova York, que é usado para pessoas que participam de uma audição. Começa com um táxi amarelo dirigindo em uma estrada da cidade de Nova York em um complexos de apartamentos. À medida que a música começa, Buena canta seu verso ao olhar para um espelho, e outras pessoas no armazém começam a encenar o que é cantado na música. Durante o refrão, eles começam a mostrar seus talentos, como dança e malabarismo. O refrão de Buchanan a mostra sentada em uma escada; Durante esta parte, uma criança segura um sinal que diz "curto", enquanto uma mulher carrega um sinal dizendo "soledade". À medida que Range canta a ponte, ela está encostada em uma parede em um armazém enquanto mais pessoas começam a dançar. Quando as Sugababes canta o refrão novamente, elas dançam com as pessoas que também começam a mostrar outros talentos, incluindo instrumentação e truques de mágica. À medida que o vídeo termina, uma linha de pessoas seguram sinais contendo uma palavra das letras da música, "as pessoas são todas iguais".

## Performances ao vivo
As Sugababes cantaram "Ugly" no V Festival em 2006 como parte da set list, que incluiu os sucessos Hole in the Head, Red Dress e Push the Button. Os revisores do The Sun, disseram que as Sugababes "provaram que o pop pode trabalhar em festivais e que perder Mutya não as fez perder a batida". Em 2008, elas cantaram a música no mesmo evento na JJB Champion Arena, como parte de uma set-list que incluiu Push the Button e About You Now. O desempenho recebeu críticas positivas, com um revisor da MTV UK chamando-o de "um destaque do nosso festival na JJB Arena". Em agosto de 2007, a ex-integrante do grupo Mutya Buena, que deixou a banda logo após o lançamento do single, interpretou a música no V Festival em Chelmsford; Antes de cantar, ela afirmou: "Essa música é uma que eu cantei com meu grupo anterior ... E chama-se de "Ugly". Em 18 de setembro de 2007, as Sugababes cantaram uma versão acústica de "Ugly" no Indig02 como parte de uma set-list, que incluiu músicas como "Freak Like Me", "Round Round", "In the Middle", "Red Dress" e "Too Lost in You". Nick Levine da Digital Spy sentiu que o desempenho "prova que nenhum membro é um slacker no departamento de trilhos".
Em março de 2006, foi anunciada pela iniciativa da Comissão para a Igualdade Racial Croeso que as Sugababes participariam para apoiar a diversidade e se opor à injustiça no País de Gales. O grupo permitiu que todas as escolas localizadas no País de Gales usassem "Ugly" como parte de uma assembléia, nas quais as escolas podem usar os mesmos recursos fornecidos pela iniciativa Croeso.

## Faixas
| - CD single 1. "Ugly" (Radio Edit) - 3:02 2. "Come Together" - 3:52 | - CD Maxi 1. "Ugly" (Album Version) - 3:50 2. "Future Shokk!" - 4:05 3. "Ugly" (The Desert Eagle Discs Remix) - 4:13 4. "Ugly" (Suga Shaker Vocal Mix) - 5:42 |

## Desempenho nas tabelas musicais
| Chart (2005–06)                                | Maior posição |
| ---------------------------------------------- | ------------- |
| O campo songid é OBRIGATÓRIO PARA PARADA ALEMÃ | 26            |
| Austrália (ARIA)                               | 13            |
| Áustria (Ö3 Austria Top 75)                    | 14            |
| Bélgica (Ultratip Bubbling Under da Valônia)   | 8             |
| Bélgica (Ultratop 50 de Flandres)              | 13            |
| Dinamarca (Hitlisten)                          | 4             |
| Dinamarca (Tracklisten Airplay)                | 3             |
| Escócia (Scottish Singles Chart)               | 4             |
| Eslováquia (Rádio Top 100)                     | 68            |
| Finlândia (Suomen virallinen lista)            | 8             |
| Hungria (Rádiós Top 40)                        | 7             |
| Hungria (Dance Top 40)                         | 14            |
| Irlanda (IRMA)                                 | 7             |
| Noruega (VG-lista)                             | 9             |
| Nova Zelândia (Recorded Music NZ)              | 5             |
| Países Baixos (Dutch Top 40)                   | 7             |
| Países Baixos (Single Top 100)                 | 13            |
| Reino Unido (UK Singles Chart)                 | 3             |
| República Checa (Rádio Top 100)                | 8             |
| Suécia (Sverigetopplistan)                     | 18            |
| Suíça (Schweizer Hitparade)                    | 19            |
| Turquia (Turkish Singles Chart)                | 19            |

| Chart (2006)                         | Posição |
| ------------------------------------ | ------- |
| Austrália (Australian Singles Chart) | 88      |
| Hungria (Hungarian Airplay Chart)    | 48      |